# Yoper
Yoper Linux (Your Operating System (Tu Sistema Operativo)) fue una distribución de Linux para PCs con i686 (Pentium Pro) o microprocesadores posteriores. Puede utilizarse tanto para escritorio como para servidor. Además incorpora herramientas de reconocimiento de hardware automático basados en Knoppix. La característica diferenciadora de esta distribución es un juego de optimizaciones personalizadas con el objetivo de ser "la distribución más rápida de serie " (fastest out-of-the-box distribution).
Este proyecto fue originalmente fundado por Andreas Girardet y actualmente es mantenido por el equipo de Yoper con Tobias Gerschner al frente. La distribución ha sido construida desde cero, característica que la diferencia de la gran mayoría de distribuciones que se basan en Debian, Red Hat y otras distribuciones.
Yoper es también una compañía establecida en Auckland, Nueva Zelanda la cual desarrolla y vende Yoper Linux. También hace consultoría y migraciones de UNIX en general así como desarrolla actividades como proveedores de servicio de internet (ISP) y seguridad.[cita requerida]